# AGS-40 Balkan

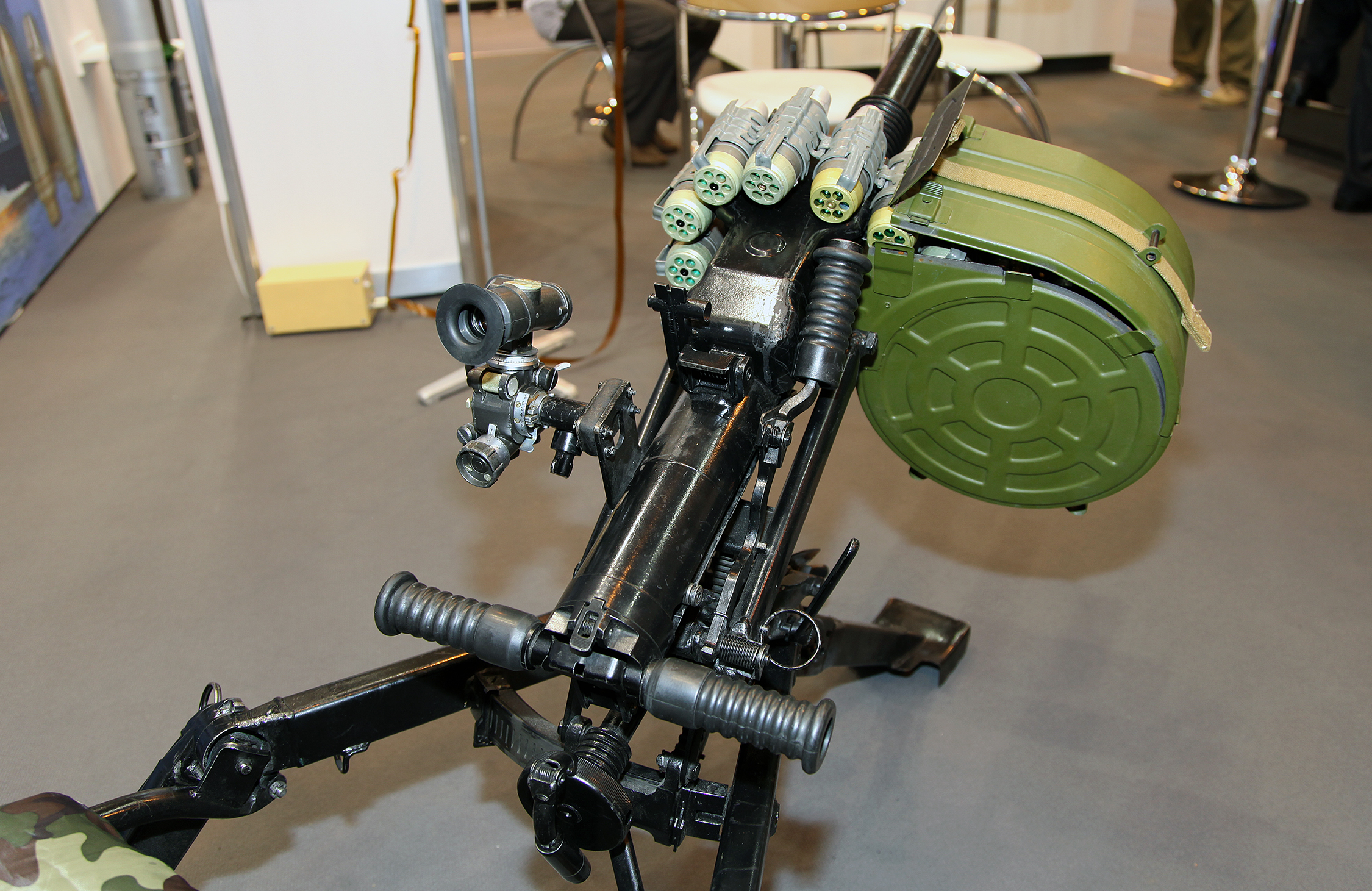
Vista aproximada do lança-granadas russo AGS-40

AGS‑40 Balkan é um lança-granada automático de 40 mm sem estojo e sucessor do AGS-17 e AGS-30, introduzido e adotado pelos militares russos.

## Projeto
O AGS-40 usa granadas CL de 40 mm (sem estojo) com alcance de 2.500 m (em comparação com as granadas de 30 mm com alcance de 1.700 para AGS-17 e 2.100 para AGS-30) e uma cadência de tiro de 400 tiros por minuto, com rajada curta (5 tiros), rajada longa (10 tiros) e modos de disparo contínuo. A arma geralmente é equipada com um tripé e uma mira telescópica PAG-17 2,7×; ele também pode ter miras de ferro de reserva instaladas.
Uma característica exclusiva do AGS-40 é um assento removível que permite fogo mais estável usando o peso do operador.

### Munição
- Granadas 7P39 de 40 mm de fragmentação altamente explosiva sem estojo.[6]
- Cartuchos de prática 7P39P e 7P39U

## Desenvolvimento
O desenvolvimento do AGS-40 começou em 1980, mas foi interrompido após a dissolução da União Soviética e o subsequente declínio econômico na Rússia. No entanto, o projeto foi retomado no início da década de 1990 sob o codinome "Balkan" e colocado em avaliação operacional em 2018. Os testes de estado foram concluídos com sucesso e a arma foi recomendada para introdução em serviço em março de 2021. O primeiro lote em série foi entregue em janeiro de 2022. O AGS-40 pode ser instalado em veículos blindados. O AGS-40 pode ser integrado à estação remota de armas Kalashnikov MBDU.

## Operadores
- Rússia